# Oratorio della Beata Vergine delle Grazie (Sorbolo Mezzani)
L'oratorio della Beata Vergine delle Grazie o oratorio della Madonna del Pilastro è un edificio religioso che si trova in via Sandro Pertini a Mezzano Inferiore, frazione di Sorbolo Mezzani, in provincia e diocesi di Parma; è sussidiario della parrocchiale di Santa Maria Nascente di Mezzano Inferiore e fa parte della zona pastorale della Bassa.

## Storia
Il nome "Madonna del Pilastro" trae origine da un pilastro votivo edificato nel XVII secolo a Mezzano Inferiore da alcuni barcaioli del paese scampati a un naufragio. Sul pilastro era raffigurata l'immagine della madonna del santuario della Ghiara di Reggio Emilia la cui devozione in quei tempi era ampiamente diffusa nel reggiano e nelle terre limitrofe.
Nello stesso luogo nel 1710 fu edificato l'attuale edificio. La dislocazione dell'oratorio è particolare, decentrata rispetto al paese e rivolto verso la campagna in direzione della strada che porta al fiume Po nel punto in cui allora si trovava il porto sul fiume.

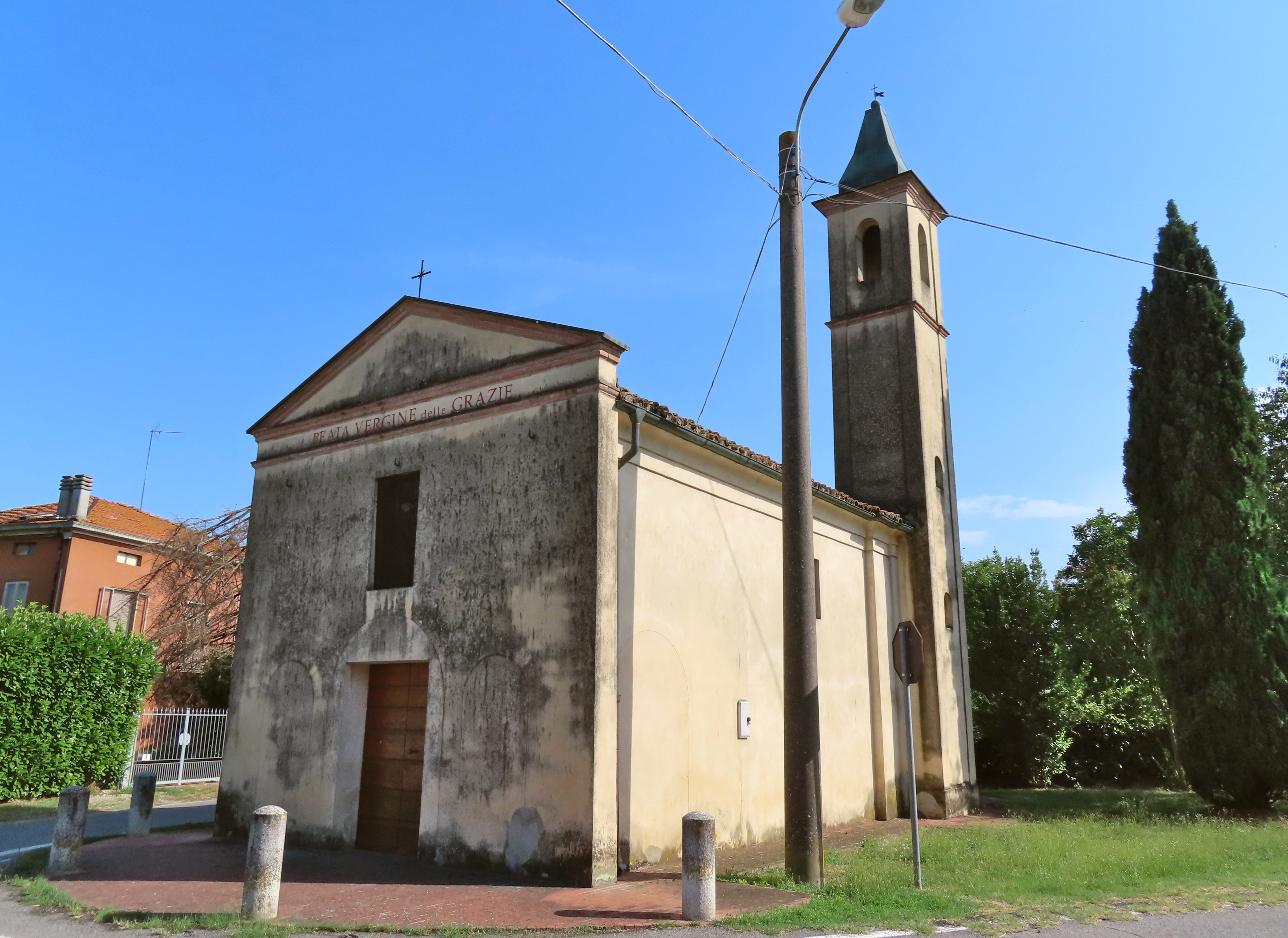
Facciata e lato ovest

L'edificio presentava un'aula di modeste dimensioni su cui si innestavano il presbiterio rettangolare sul lato sud e un porticato sul lato nord. La copertura a capanna evidenziava la semplicità compositiva dell'intera fabbrica. Pare evidente la riproposizione dello schema ad aula con presbiterio sperimentato fin dall'età tardo medievale in numerosissime cappelle rurali. Nel 1766 fu realizzata la volta di copertura. Nello stesso periodo furono realizzate anche le lesene e il cornicione perimetrale dell'edificio. Nella prima metà del XIX secolo furono eseguiti nuovi lavori di ristrutturazione con la costruzione del nuovo campanile, l'ampliamento dell'aula con l'accorpamento del portico sul fronte nord e la costruzione dell'abside. 
Negli anni '90 del XX secolo a seguito del crollo parziale della copertura l'oratorio è stato restaurato e riaperto alle funzioni religiose.